# ブライス・コットン
ブライス・コットン（Bryce Cotton、1992年8月11日 - ）は、アリゾナ州タクソン出身のプロバスケットボール選手（ポイントガード）。

## 経歴

### 学生時代
2010年からロードアイランド州にあるプロヴィデンス大学でプレーし、2013年、2014年とビッグ・イースト・カンファレンス・ファーストチームに選出され、2014年はビッグ・イースト・カンファレンストーナメントで優勝し、MVPを受賞した。卒業後、2014年のNBAドラフトにエントリーしたが、指名は得られなかった。

### NBA
2014年ドラフトでは、サイズが主な理由で、指名を得られなかったが、2014年7月、サンアントニオ・スパーズと条件付き2年契約を結んだ。2014年サマーリーグに参加しその後のトレーニングキャンプでロースターに残り2年目の契約を得ることができたが、10月23日ウェーブされ、Dリーグドラフト経由でオースティン・スパーズに入団しプロのキャリアをスタートさせた。2015年2月4日にはDリーグオールスターゲームに出場した。
2015年2月24日、ユタ・ジャズと10日間契約を結び、3月6日には、2回目の10日間契約を結び、2015年3月16日、ユタ・ジャズと複数年契約を結んだ。
2015年10月20日、2015–16シーズン開幕前にウェイブされ、10月30日にDリーグのオースティン・スパーズと契約を結び、2015-16シーズンはDリーグで開幕を迎えた。
11月26日にフェニックス・サンズと契約したが、3試合しか出場機会を与えられず、2016年1月7日に解雇。同月に新疆フライングタイガースと契約。3月31日にメンフィス・グリズリーズと10日間契約を結んだ。